# 陈双田
陈双田（1916年—2000年），浙江金华人，中华人民共和国政治人物。
担任全国农业劳模。浙江金华汤溪村党支部书记。1951年初成立了全县第一个互助组。1954年，当选第一届全国人民代表大会代表。